# 沃伊切什蒂鄉
44°36′N 24°17′E / 44.600°N 24.283°E
沃伊切什蒂鄉（羅馬尼亞語：Comuna Voicești, Vâlcea），是羅馬尼亞的鄉份，位於該國西南部，由沃爾恰縣負責管轄，面積23平方公里，海拔高度133米，2002年人口1,735，人口密度每平方公里75人。